# عثمان فاني
عثمان فاني (بالفرنسية: Ousmane Fané)‏ هو لاعب كرة قدم فرنسي في مركز الوسط، ولد في 13 ديسمبر 1993 في باريس في فرنسا. لعب مع أولدهام أثلتيك.

## وصلات خارجية
- عثمان فاني على موقع قاعدة بيانات كرة القدم.إي يو (الإنجليزية)
- عثمان فاني على موقع Soccerway.com (الإنجليزية)